# Unish
L'unish è una lingua artificiale ausiliaria proposta dal Language Research Institute dell'università coreana di Sejong, intorno al 2005.

## Alfabeto e pronuncia
L'unish si serve delle 26 lettere dell'alfabeto latino. La pronuncia è ricalcata in parte sull'inglese: 
- la j si pronuncia come nella parola inglese job;
- la q si legge con suono velare;
- la r si legge come nell'italiano ramo (suono retroflesso);
- la x si legge /ks/ (si ricordi che in altre lingue artificiali in cui è presente, tale lettera ha un altro suono: ad esempio, nell'Idiom Neutral, essa corrisponde all'italiano sc palatale davanti ad e ed i);
- ch si legge come nell'inglese chair;
- ng si legge come nell'inglese sing, o come la n italiana in parole come inghiottire (suono nasale velare)
- sh ha lo stesso valore che in inglese e corrisponde all'italiano sc seguito da vocale
- y indica la i semivocale di ieri (lo stesso valore che assume in inglese e in castigliano)
- w ha lo stesso valore che in inglese

## Grammatica

### Morfologia
L'unish non ha articoli.
I sostantivi hanno due casi, nominativo e genitivo, e due numeri, singolare e plurale.
La desinenza del genitivo è -'s (cfr. la desinenza del genitivo sassone in inglese); il plurale ha come terminazione -s.
Non esistono, in unish distinzioni di genere grammaticale, nemmeno nei pronomi.
Il verbo non varia né nella persona né nel numero; il passato si forma con il suffisso -ed; il futuro ha invece la terminazione -il. Il principale verbo ausiliare è be ("essere"), impiegato per la forma passiva e per formare l'equivalente del continuous present.

## Sintassi
Il sintagma modificatore precede sempre il sintagma che lo regge: l'aggettivo precede il nome, l'avverbio precede il verbo o l'aggettivo.
In unish l'ordine delle parole è Soggetto Verbo Oggetto (SVO) nella frase affermativa, Verbo Soggetto Oggetto (VSO) nella frase interrogativa.